# Skjoldungen
Skjoldungen är en ö i Grönland (Kungariket Danmark).   Den ligger i kommunen Sermersooq, i den södra delen av Grönland. Arean är 444 kvadratkilometer.
Terrängen på Skjoldungen är lite bergig. Öns högsta punkt är 1 738 meter över havet. Den sträcker sig 32,5 kilometer i nord-sydlig riktning, och 40,0 kilometer i öst-västlig riktning.